# Izabela Valois (1313. – 1383.)
Izabela Valois (fr. Isabelle de Valois; Izabela Francuska; 1313. – Pariz, 26. srpnja 1383.) bila je francuska plemkinja, grofica Clermonta i vojvotkinja Bourbona; kći grofa Karla Valoisa i njegove treće supruge, gospe Matilde Châtillonske te nećakinja kralja Filipa IV. Lijepoga. Izabelin je muž bio njezin rođak, grof-vojvoda Petar I. Burbonski, sin Luja I.; vjenčali su se 25. siječnja 1336. god.

## Djeca
Petrova i Izabelina djeca:
- Luj II. Burbonski
- Ivana Burbonska, kraljica Francuske
- Blanka Burbonska, kraljica Kastilje i Leona
- Bonne Burbonska
- Katarina (1342. – 1427.)
- Margareta Burbonska, gospa Albreta
- Izabela
- Izabela, časna sestra u Poissyju